# Leiopus histrionicus
Leiopus histrionicus är en skalbaggsart som beskrevs av Johannes von Nepomuk Franz Xaver Gistel 1848. Leiopus histrionicus ingår i släktet Leiopus och familjen långhorningar. Inga underarter finns listade i Catalogue of Life.